# Аладжа-Хююк
Аладжа-Хююк, на турски: Alacahöyük/Alaca Höyük/Alacahüyük е град в Мала Азия, възникнал в епохата на неолита и продължил непрекъснато да съществува до времето на Хетското царство. Намира на североизток от руините на хетската столица Хатуша.